# Hochsauerlandkreis
Hochsauerland là một huyện ở phía đông North Rhine-Westphalia, Đức. Các huyện giáp ranh là Soest, Paderborn, Höxter, Waldeck-Frankenberg, Siegen-Wittgenstein, Olpe, Märkischer.
Huyện được lập năm 1974 trong đợt tổ chức lại các huyện của bang North Rhine-Westphalia thông quan việc hợp nhất các huyện Arnsberg, Brilon và Meschede.
Huyện này nằm ở trên phần lớn khu vực núi Sauerland bao gồm hai điểm cao nhất là Langenberg gần Olsberg với độ cao 843m, và Kahler Asten cao 842m gần Winterberg.

## Đô thị
| Thị xã                                                      | Thị xã                                                           | Đô thị               |
| ----------------------------------------------------------- | ---------------------------------------------------------------- | -------------------- |
| 1. Arnsberg 2. Brilon 3. Hallenberg 4. Marsberg 5. Medebach | 1. Meschede 2. Olsberg 3. Schmallenberg 4. Sundern 5. Winterberg | 1. Bestwig 2. Eslohe |

## Địa điểm nổi bật
- Abbey Bergkloster, Bestwig [1]
- Abbey Grafschaft, Schmallenberg
- Abbey Königsmünster, Meschede [2]